# Trautbach (Sauer)
Der Trautbach ist ein gut sieben Kilometer langer rechter Zufluss der Sauer im Elsass (Region Grand Est).

## Verlauf
Der Trautbach entspringt in drei Quellästen im Regionalen Naturpark Vosges du Nord im Waldgebiet Forêt de Katzenthal, südöstlich von Niedersteinbach. Der linke längere Quellast entspringt auf einer Höhe von ungefähr 500 m und vereint sich nach etwa 300 m mit dem rechten Quellast. Etwas bachabwärts stößt noch der ganz kleine, aus dem Trautbronn entspringende Ast hinzu.
Der vereinigte Bach fließt zunächst in Richtung Süden durch die Forêt domaniale de Nonnenhardt. Unweit vom Weibersloch richtet er dann seinen Lauf nach Westen aus, um dann gleich darauf beim Wacholderfeld scharf nach Süden abzubiegen. Er wird nun von beiden Seiten von einer Reihe von namenlosen Zuflüssen gespeist. Ab der Feldflur Teufelsgrub bewegt er sich südostwärts durch eine landwirtschaftlich genutzte Zone und mündet schließlich nördlich von Gœrsdorf direkt bei Kuhbruck auf einer Höhe von ungefähr 176 m von rechts in die Sauer.